# Rhyacophila spinulata
Rhyacophila spinulata är en nattsländeart som beskrevs av Martynov 1913. Rhyacophila spinulata ingår i släktet Rhyacophila och familjen rovnattsländor. Inga underarter finns listade i Catalogue of Life.